# Pirama
Pirama era un'antica località in Sicilia nella strada tra Panormus (oggi Palermo) ed Agrigentum (oggi Agrigento), menzionata nel Itinerario antonino (It. Ant. 97.1).  Studiosi moderni identificano il sito con la località Sant'Agata, nel comune di Piana degli Albanesi, dove è stata trovata la necropoli tardo-romana con interessanti frammenti ceramici in una superficie di 40000 m².